# Messier 52
Messier 52 (również M52 lub NGC 7654) – gromada otwarta w gwiazdozbiorze Kasjopei. Odkrył ją w 1774 roku Charles Messier podczas obserwacji komety (w katalogu od 7 września 1774 roku).
Nie jest znana dokładna odległość M52 od Ziemi. Niepewność wywołana jest przez dużą absorpcję międzygwiazdową, która ma wpływ na światło gromady biegnące do Ziemi. Podaje się wartości od 3 do 7 tys. lat świetlnych. Obserwowana średnica gromady wynosi około 13 minut kątowych, co w zależności od przyjętej odległości odpowiada od 11 do 26 ly. Wiek M52 wynosi jedynie około 35 milionów lat.
Według obserwacji Åke Wallenquista z 1959 roku gromada w promieniu 9' od centrum zawiera 193 gwiazdy (gęstość wynosi około 3 gwiazdy na parsek²). Najjaśniejsza z nich należąca do ciągu głównego ma jasność obserwowaną 11,0m i należy do typu widmowego B7. Jaśniejsze od niej są dwa żółte olbrzymy – jasność pierwszego sięga 7,77m (typ widmowy F9), natomiast drugiego – 8,22m (typ G8).
Około 35' na południowy zachód od M52 znajduje się mgławica NGC 7635, natomiast na południowym krańcu położona jest gromada otwarta Czernik 43 (Cz 43).